# Richard Schayer
Richard Schayer (Washington, 13 dicembre 1880 – Hollywood, 13 marzo 1956) è stato uno sceneggiatore statunitense.
Nato a Washington, era figlio del colonnello George Frederick Schayer e della scrittrice Julia Schayer. Era uno dei sette executives che lavorarono all'Universal Pictures durante gli anni d'oro della gestione dello studio di Carl Laemmle.

## Filmografia
- Sudden Riches, regia di Émile Chautard (1916)
- Blindfolded, regia di Raymond B. West (1918)
- The One Woman, regia di Reginald Barker (1918)
- A Man's Country, regia di Henry Kolker (1919)
- The Westerners, regia di Edward Sloman (1919)
- The House of Intrigue, regia di Lloyd Ingraham (1919)
- Il pittore dei draghi (The Dragon Painter), regia di William Worthington (1919)
- La fiamma del deserto (Flame of the Desert), regia di Reginald Barker (1919)
- The Illustrious Prince, regia di William Worthington (1919)
- When a Man Loves, regia di Chester Bennett (1919)
- Brothers Divided, regia di Frank Keenan (1919)
- L'idolo offeso (The Tong Man), regia di William Worthington (1919)
- The Beggar Prince, regia di William Worthington (1920)
- The Cup of Fury, regia di T. Hayes Hunter (1920)
- The Woman in Room 13, regia di Frank Lloyd (1920)
- La vendetta del torero (The Brand of Lopez), regia di Joseph De Grasse (1920)
- Li Ting Lang, regia di Charles Swickard (1920)
- An Arabian Knight, regia di Charles Swickard (1920)
- The Killer, regia di Jack Conway e Howard C. Hickman (1921)
- The Spenders, regia di Jack Conway (1921)
- Beach of Dreams, regia di William Parke (1921)
- The Lure of Egypt, regia di Howard Hickman (1921)
- Black Roses, regia di Colin Campbell (1921)
- The Gray Dawn, regia di (non confermati) Benjamin B. Hampton, David Hampton, Jean Hersholt, Eliot Howe, Charles O. Rush, James Townsend (1922)
- The Glory of Clementina, regia di Émile Chautard (1922)
- My Dad, regia di Clifford Smith (1922)
- The Victor, regia di Edward Laemmle (1923)
- The Ramblin' Kid, regia di Edward Sedgwick (1923)
- The Thrill Chaser, regia di Edward Sedgwick (1923)
- Hook and Ladder, regia di Edward Sedgwick (1924)
- Ride for Your Life, regia di Edward Sedgwick (1924)
- Ridgeway of Montana, regia di Clifford Smith (1924)
- The Sawdust Trail
- The Dangerous Flirt, regia di Tod Browning (1924)
- The Unknown Soldier, regia di Renaud Hoffman (1926)
- Amore bendato (Children of Pleasure), regia di Harry Beaumont (1930)
- La mummia (The Mummy), regia di Karl Freund (1932)
- The Impatient Maiden, regia di James Whale (1932)